# Fricativa velofaringale sorda
La fricativa velofaringale sorda, conosciuta anche come fricativa nasale posteriore sorda, è un suono consonantico prodotto da alcuni bambini con disturbi del linguaggio, inclusi alcuni con palatoschisi, come sostituto delle sibilanti (/s, z, ʃ, ʒ, tʃ, dʒ/), che fanno non può verificarsi con la palatoschisi . Risulta dalla "chiusura approssimata ma inadeguata del bordo superiore del velo e della parete faringea posteriore". Per produrre una fricativa velofaringale sorda, il palato molle si avvicina alla parete faringea e restringe il porto velofaringale, in modo che la porta ristretta crei una fricativa turbolenza dell'aria forzata attraverso di essa nella cavità nasale . L'articolazione può diventare una vibrante velofaringale sorda.